# パリ〜ニース
パリ〜ニース（Paris-Nice）は、フランスで毎年春に行われる自転車ロードレースのステージレース。パリ近郊をスタートし、地中海のリゾート都市ニースにフィニッシュする。

## 概要
別名「太陽へのレース」 (仏: course au soleil　英: the race to the sun) とも呼ばれ、1933年から開催されステージレースとして競われる。レースの主催者はツール・ド・フランスやパリ〜ルーベを主催するASO。
このレースはパリの名がつくが、スタートは必ずしもパリを出発点とせず、パリ南部の諸都市がスタートとなる場合もある。最終フィニッシュは大会の名前どおりニースとなることが多いものの、近郊の村エズ峠を最終フィニッシュとした年もあった（ニースを最終フィニッシュとする場合でも大抵エズ峠がコースに組み込まれる）。またリーダージャージの色およびデザインはツール・ド・フランスとほぼ同じものを使用するが、ジャージスポンサーなどで若干の違いがある。

## 歴代優勝者
| 年   | 優勝者                       | 国籍         |
| ---- | ---------------------------- | ------------ |
| 1933 | アルフォンス・スヘペルス     | ベルギー     |
| 1934 | ガストン・ルブリ             | ベルギー     |
| 1935 | ルネ・ヴィエット             | フランス     |
| 1936 | モリス・アルシャンボー       | フランス     |
| 1937 | ロジェ・ラペビー             | フランス     |
| 1938 | ジュール・ロヴィ             | ベルギー     |
| 1939 | モリス・アルシャンボー       | フランス     |
| 1946 | フェルモ・カメッリーニ       | イタリア     |
| 1951 | ロジェ・デコック             | ベルギー     |
| 1952 | ルイゾン・ボベ               | フランス     |
| 1953 | ジャン＝ピエール・ミュンシュ | フランス     |
| 1954 | レイモン・アンパニ           | ベルギー     |
| 1955 | ジャン・ボベ                 | フランス     |
| 1956 | アルフレット・デ・ブリュイヌ | ベルギー     |
| 1957 | ジャック・アンクティル       | フランス     |
| 1958 | アルフレット・デ・ブリュイヌ | ベルギー     |
| 1959 | ジャン・グラチィク           | フランス     |
| 1960 | レイモン・アンパニ           | ベルギー     |
| 1961 | ジャック・アンクティル       | フランス     |
| 1962 | ヨゼフ・プランカールト       | ベルギー     |
| 1963 | ジャック・アンクティル       | フランス     |
| 1964 | ヤン・ヤンセン               | オランダ     |
| 1965 | ジャック・アンクティル       | フランス     |
| 1966 | ジャック・アンクティル       | フランス     |
| 1967 | トム・シンプソン             | イギリス     |
| 1968 | ロルフ・ヴォルフショール     | 西ドイツ     |
| 1969 | エディ・メルクス             | ベルギー     |
| 1970 | エディ・メルクス             | ベルギー     |
| 1971 | エディ・メルクス             | ベルギー     |
| 1972 | レイモン・プリドール         | フランス     |
| 1973 | レイモン・プリドール         | フランス     |
| 1974 | ヨープ・ズートメルク         | オランダ     |
| 1975 | ヨープ・ズートメルク         | オランダ     |
| 1976 | ミシェル・ローラン           | フランス     |
| 1977 | フレディ・マルテンス         | ベルギー     |
| 1978 | ヘリー・クネットマン         | オランダ     |
| 1979 | ヨープ・ズートメルク         | オランダ     |
| 1980 | ジルベール・デュクロラサール | フランス     |
| 1981 | ステファン・ロッシュ         | アイルランド |
| 1982 | ショーン・ケリー             | アイルランド |
| 1983 | ショーン・ケリー             | アイルランド |
| 1984 | ショーン・ケリー             | アイルランド |
| 1985 | ショーン・ケリー             | アイルランド |
| 1986 | ショーン・ケリー             | アイルランド |
| 1987 | ショーン・ケリー             | アイルランド |
| 1988 | ショーン・ケリー             | アイルランド |
| 1989 | ミゲル・インドゥライン       | スペイン     |
| 1990 | ミゲル・インドゥライン       | スペイン     |
| 1991 | トニー・ロミンゲル           | スイス       |
| 1992 | ジャンフランソワ・ベルナール | フランス     |
| 1993 | アレックス・ツェーレ         | スイス       |
| 1994 | トニー・ロミンゲル           | スイス       |
| 1995 | ローラン・ジャラベール       | フランス     |
| 1996 | ローラン・ジャラベール       | フランス     |
| 1997 | ローラン・ジャラベール       | フランス     |
| 1998 | フランク・ヴァンデンブルック | ベルギー     |
| 1999 | マイケル・ボーヘルト         | オランダ     |

| 年   | 優勝者                       | 国籍           |
| ---- | ---------------------------- | -------------- |
| 2000 | アンドレアス・クレーデン     | ドイツ         |
| 2001 | ダリオ・フリゴ               | イタリア       |
| 2002 | アレクサンドル・ヴィノクロフ | カザフスタン   |
| 2003 | アレクサンドル・ヴィノクロフ | カザフスタン   |
| 2004 | イェルク・ヤクシェ           | ドイツ         |
| 2005 | ボビー・ジュリック           | アメリカ合衆国 |
| 2006 | フロイド・ランディス         | アメリカ合衆国 |
| 2007 | アルベルト・コンタドール     | スペイン       |
| 2008 | ダビデ・レベリン             | イタリア       |
| 2009 | ルイス・レオン・サンチェス   | スペイン       |
| 2010 | アルベルト・コンタドール     | スペイン       |
| 2011 | トニー・マルティン           | ドイツ         |
| 2012 | ブラッドリー・ウィギンス     | イギリス       |
| 2013 | リッチー・ポート             | オーストラリア |
| 2014 | カルロス・ベタンクール       | コロンビア     |
| 2015 | リッチー・ポート             | オーストラリア |
| 2016 | ゲラント・トーマス           | イギリス       |
| 2017 | セルヒオ・エナオ             | コロンビア     |
| 2018 | マルク・ソレル               | スペイン       |
| 2019 | エガン・ベルナル             | コロンビア     |
| 2020 | マクシミリアン・シャッハマン | ドイツ         |
| 2021 | マクシミリアン・シャッハマン | ドイツ         |
| 2022 | プリモシュ・ログリッチ       | スロベニア     |
| 2023 | タデイ・ポガチャル           | スロベニア     |
| 2024 | マッテオ・ジョーゲンソン     | アメリカ合衆国 |
| 2025 | マッテオ・ジョーゲンソン     | アメリカ合衆国 |